# It Was Hot, We Stayed in the Water
《It Was Hot, We Stayed in the Water》는 미국의 인디 록 밴드 마이크로폰스의 두 번째 정규 음반이다.

## 구성
워싱턴주 올림피아의 덥 나코틱 스튜디오에서 녹음한 《It Was Hot, We Stayed in the Water》는 물, 불, 돌을 소재로 삼은 3부작의 첫 번째 음반이다. 음악적으로 드라이하고, 러프하며, 헤비 록의 사운드가 들어가 있다. 오프닝 트랙인 〈The Pull〉은 이례적인 소리를 내는 전기 기타 소리가 들어가 있다.

## 평가
| 전문가 평가          | 전문가 평가 |
| 평가 점수            | 평가 점수   |
| 출처                 | 점수        |
| -------------------- | ----------- |
| AllMusic             | [ 3 ]       |
| Consequence of Sound | [ 4 ]       |
| NME                  | 8/10        |
| Pitchfork            | 9.2/10      |
| PopMatters           | 8/10        |
| Spectrum Culture     | 4.5/5       |
| Sputnikmusic         | 4.5/5       |

《It Was Hot, We Stayed in the Water》는 평론가들로부터 극찬을 받았다. 피치포크의 맷 르메이는 이 음반을 칭찬하였으며, 2000년 최고의 음반 목록에 이 음반을 포함시켰다.

## 영향
콜로라도 퍼블릭 라디오의 대니얼 메셔에 의하면 《It Was Hot, We Stayed in the Water》은 인디 팝 신에 큰 영향을 미쳤다.

## 트랙 리스트
1. "The Pull" – 4:53
2. "Ice" – 2:19
3. "Sand" (Eric's Trip cover) – 1:53
4. "The Glow" – 11:06
5. "Karl Blau" – 1:43
6. "DRUMS" – 3:18
7. "The Gleam" – 2:52
8. "The Breeze" – 2:00
9. "(Something)" – 4:34
10. "Between Your Ear and the Other Ear" – 3:13
11. "ORGANS" – 3:30

## 크레딧
- 필 엘버럼
- 칼리아 마리히
- 미라
- 젠 클리스
- 애나 옥시젠
- 칼 블라우
- 제이슨 월
- 칼빈 존슨